# 딜록사니드
딜록사니드(Diloxanide)는 아메바 감염을 치료하는 데 사용되는 약물이다. 감염이 흔하지 않은 지역에서는 증상이 없는 사람에게 파로모마이신 다음으로 2차 치료제로 사용된다. 증상이 있는 사람의 경우 메트로니다졸 또는 티니다졸 치료 후 사용된다. 입으로 복용한다.
딜록사니드는 일반적으로 가벼운 부작용이 있다. 부작용으로는 방귀, 구토, 가려움증 등이 있다. 임신 중에는 임신 초기 이후에 복용하는 것이 권장된다. 장내 아메바 살충제이며, 이는 장 내 감염에만 작용함을 의미한다.
딜록사니드는 1956년에 의료용으로 사용되기 시작했다. 세계보건기구의 필수 의약품 목록에 포함되어 있다. 2012년 기준으로 선진국의 많은 곳에서는 상업적으로 이용할 수 없다.

## 의료용도
딜록사니드 푸로에이트는 소화관에서만 작용하는 장내 아메바 살충제이다. 감염이 흔하지 않은 곳에서 증상이 없지만 낭종을 배출하는 사람의 아메바 감염에 대한 2차 치료제로 간주된다. 이러한 경우에는 파로모마이신이 1차 치료제로 간주된다.
증상이 있는 사람의 경우 메트로니다졸 또는 티니다졸과 같이 조직을 관통할 수 있는 아메바 살충제로 치료한 후 사용된다. 딜록사니드는 이 용도에서도 2차 치료제로 간주되는 반면, 파로모마이신은 1차 치료제로 간주된다.

## 부작용
부작용으로는 방귀, 가려움증, 두드러기 등이 있다. 일반적으로 딜록사니드의 사용은 독성이 최소화되어 잘 견딘다. 임신 중에 사용해도 명확한 해악의 위험은 없지만, 가능하다면 임신 초기에는 피해야 한다. 
딜록사니드 푸로에이트는 모유 수유 여성과 2세 미만의 어린이에게는 권장되지 않는다.

## 약리학
딜록사니드 푸로에이트는 이질 아메바의 영양형을 파괴하고 아메바 낭종 형성을 방지한다. 딜록사니드의 정확한 작용 기전은 알려져 있지 않다. 딜록사니드는 구조적으로 클로람페니콜과 관련이 있으며 리보솜을 교란하는 유사한 방식으로 작용할 수 있다.
프로드러그인 딜록사니드 푸로에이트는 위장관에서 대사되어 활성 약물인 딜록사니드를 방출한다.
각 용량의 90%는 소변으로 배설되고 나머지 10%는 대변으로 배설된다.

## 사회와 문화
세계보건기구의 필수 의약품 목록에 포함되어 있다.
이 약물은 1956년에 부츠 UK에 의해 발견되어 퓨라마이드로 출시되었으며, 2012년 기준으로 선진국의 많은 곳에서는 이용할 수 없었다.